# Badminton-Mannschaftseuropameisterschaft 2020
Bei der Badminton-Mannschaftseuropameisterschaft 2020 wurden die europäischen Mannschaftstitelträger bei den Damen- und Herrenteams ermittelt. Die Titelkämpfe fanden vom 11. bis zum 16. Februar 2020 im französischen Liévin statt. Die Meisterschaft war gleichzeitig Qualifikationsturnier für den Thomas Cup 2020 und den Uber Cup 2020.

## Herren

### Teams
| Gruppe 1                        | Gruppe 2                          | Gruppe 3                         | Gruppe 4                         | Gruppe 5                                    | Gruppe 6                               | Gruppe 7                                     | Gruppe 8                                  |
| ------------------------------- | --------------------------------- | -------------------------------- | -------------------------------- | ------------------------------------------- | -------------------------------------- | -------------------------------------------- | ----------------------------------------- |
| Dänemark Wales Lettland Schweiz | England Estland Grönland Schweden | Frankreich Ungarn Türkei Belgien | Russland Österreich Irland Polen | Deutschland Tschechien Aserbaidschan Island | Niederlande Slowakei Luxemburg Litauen | Finnland Slowenien Portugal Norwegen Ukraine | Spanien Bulgarien Italien Israel Kroatien |

### Gruppenphase

#### Gruppe 1
| Gruppe 1 |          |      |     |   |   |    |    |      |
|          | Team     | Pkt. | Sp. | G | V | g  | v  | Diff |
| 1        | Dänemark | 3    | 3   | 3 | 0 | 15 | 0  | +15  |
| 2        | Schweiz  | 2    | 3   | 2 | 1 | 10 | 5  | +5   |
| 3        | Wales    | 1    | 3   | 1 | 2 | 4  | 11 | −7   |
| 4        | Lettland | 0    | 3   | 0 | 3 | 1  | 14 | −13  |

| 11. Februar | Dänemark | 5 | 0 | Wales    |
| 11. Februar | Lettland | 0 | 5 | Schweiz  |
| 12. Februar | Dänemark | 5 | 0 | Lettland |
| 12. Februar | Wales    | 0 | 5 | Schweiz  |
| 13. Februar | Dänemark | 5 | 0 | Schweiz  |
| 13. Februar | Wales    | 4 | 1 | Lettland |

#### Gruppe 2
| Gruppe 2 |          |      |     |   |   |    |    |      |
|          | Team     | Pkt. | Sp. | G | V | g  | v  | Diff |
| 1        | England  | 3    | 3   | 3 | 0 | 13 | 2  | +11  |
| 2        | Schweden | 2    | 3   | 2 | 1 | 9  | 6  | +3   |
| 3        | Estland  | 1    | 3   | 1 | 2 | 8  | 7  | +1   |
| 4        | Grönland | 0    | 3   | 0 | 3 | 0  | 15 | −15  |

| 11. Februar | Grönland | 0 | 5 | Schweden |
| 11. Februar | England  | 4 | 1 | Estland  |
| 12. Februar | England  | 5 | 0 | Grönland |
| 12. Februar | Estland  | 2 | 3 | Schweden |
| 13. Februar | England  | 4 | 1 | Schweden |
| 13. Februar | Estland  | 5 | 0 | Grönland |

#### Gruppe 3
| Gruppe 3 |            |      |     |   |   |    |    |      |
|          | Team       | Pkt. | Sp. | G | V | g  | v  | Diff |
| 1        | Frankreich | 3    | 3   | 3 | 0 | 15 | 0  | +15  |
| 2        | Belgien    | 2    | 3   | 2 | 1 | 9  | 6  | +3   |
| 3        | Türkei     | 1    | 3   | 1 | 2 | 5  | 10 | −5   |
| 4        | Ungarn     | 0    | 3   | 0 | 3 | 1  | 14 | −13  |

| 11. Februar | Türkei     | 1 | 4 | Belgien |
| 11. Februar | Frankreich | 5 | 0 | Ungarn  |
| 12. Februar | Frankreich | 5 | 0 | Türkei  |
| 12. Februar | Ungarn     | 0 | 5 | Belgien |
| 13. Februar | Frankreich | 5 | 0 | Belgien |
| 13. Februar | Ungarn     | 1 | 4 | Türkei  |

#### Gruppe 4
| Gruppe 4 |            |      |     |   |   |    |    |      |
|          | Team       | Pkt. | Sp. | G | V | g  | v  | Diff |
| 1        | Russland   | 3    | 3   | 3 | 0 | 14 | 1  | +13  |
| 2        | Österreich | 2    | 3   | 2 | 1 | 6  | 9  | −3   |
| 3        | Irland     | 1    | 3   | 1 | 2 | 6  | 9  | −3   |
| 4        | Polen      | 0    | 3   | 0 | 3 | 4  | 11 | −7   |

| 11. Februar | Irland     | 4 | 1 | Polen      |
| 11. Februar | Russland   | 5 | 0 | Österreich |
| 12. Februar | Österreich | 3 | 2 | Polen      |
| 12. Februar | Russland   | 5 | 0 | Irland     |
| 13. Februar | Russland   | 4 | 1 | Polen      |
| 13. Februar | Österreich | 3 | 2 | Irland     |

#### Gruppe 5
| Gruppe 5 |               |      |     |   |   |    |    |      |
|          | Team          | Pkt. | Sp. | G | V | g  | v  | Diff |
| 1        | Deutschland   | 3    | 3   | 3 | 0 | 15 | 0  | +15  |
| 2        | Tschechien    | 2    | 3   | 2 | 1 | 10 | 5  | +5   |
| 3        | Island        | 1    | 3   | 1 | 2 | 3  | 12 | −9   |
| 4        | Aserbaidschan | 0    | 3   | 0 | 3 | 2  | 13 | −11  |

| 111. Februar | Aserbaidschan | 2 | 3 | Island        |
| 11. Februar  | Deutschland   | 5 | 0 | Tschechien    |
| 12. Februar  | Deutschland   | 5 | 0 | Aserbaidschan |
| 12. Februar  | Tschechien    | 5 | 0 | Island        |
| 13. Februar  | Tschechien    | 5 | 0 | Aserbaidschan |
| 13. Februar  | Deutschland   | 5 | 0 | Island        |

#### Gruppe 6
| Gruppe 6 |             |      |     |   |   |    |    |      |
|          | Team        | Pkt. | Sp. | G | V | g  | v  | Diff |
| 1        | Niederlande | 3    | 3   | 3 | 0 | 15 | 0  | +15  |
| 2        | Slowakei    | 2    | 3   | 2 | 1 | 10 | 5  | +5   |
| 3        | Litauen     | 1    | 3   | 1 | 2 | 5  | 10 | −5   |
| 4        | Luxemburg   | 0    | 3   | 0 | 3 | 0  | 15 | −15  |

| 11. Februar | Niederlande | 5 | 0 | Slowakei  |
| 11. Februar | Luxemburg   | 0 | 5 | Litauen   |
| 12. Februar | Slowakei    | 5 | 0 | Litauen   |
| 12. Februar | Niederlande | 5 | 0 | Luxemburg |
| 13. Februar | Niederlande | 5 | 0 | Litauen   |
| 13. Februar | Slowakei    | 5 | 0 | Luxemburg |

#### Gruppe 7
| Gruppe 7 |           |      |     |   |   |    |    |      |
|          | Team      | Pkt. | Sp. | G | V | g  | v  | Diff |
| 1        | Ukraine   | 4    | 4   | 4 | 0 | 17 | 3  | +14  |
| 2        | Finnland  | 3    | 4   | 3 | 1 | 15 | 5  | +10  |
| 3        | Norwegen  | 2    | 4   | 2 | 2 | 9  | 11 | −2   |
| 4        | Slowenien | 1    | 4   | 1 | 3 | 4  | 16 | −12  |
| 5        | Portugal  | 0    | 4   | 0 | 4 | 5  | 15 | −10  |

| 11. Februar | Portugal  | 1 | 4 | Norwegen  |
| 11. Februar | Slowenien | 0 | 5 | Ukraine   |
| 11. Februar | Finnland  | 1 | 4 | Ukraine   |
| 11. Februar | Slowenien | 1 | 4 | Norwegen  |
| 12. Februar | Finnland  | 4 | 1 | Norwegen  |
| 12. Februar | Slowenien | 3 | 2 | Portugal  |
| 12. Februar | Finnland  | 5 | 0 | Portugal  |
| 12. Februar | Norwegen  | 0 | 5 | Ukraine   |
| 13. Februar | Finnland  | 5 | 0 | Slowenien |
| 13. Februar | Portugal  | 2 | 3 | Ukraine   |

#### Gruppe 8
| Gruppe 8 |           |      |     |   |   |    |    |      |
|          | Team      | Pkt. | Sp. | G | V | g  | v  | Diff |
| 1        | Bulgarien | 3    | 4   | 3 | 1 | 12 | 8  | +4   |
| 2        | Spanien   | 3    | 4   | 3 | 1 | 15 | 5  | +10  |
| 3        | Italien   | 2    | 4   | 2 | 2 | 11 | 9  | +2   |
| 4        | Kroatien  | 2    | 4   | 2 | 2 | 9  | 11 | −2   |
| 5        | Israel    | 0    | 4   | 0 | 4 | 3  | 17 | −14  |

| 11. Februar | Italien   | 4 | 1 | Israel    |
| 11. Februar | Bulgarien | 2 | 3 | Kroatien  |
| 11. Februar | Spanien   | 5 | 0 | Kroatien  |
| 11. Februar | Bulgarien | 4 | 1 | Israel    |
| 12. Februar | Bulgarien | 3 | 2 | Italien   |
| 12. Februar | Spanien   | 4 | 1 | Israel    |
| 12. Februar | Israel    | 0 | 5 | Kroatien  |
| 12. Februar | Spanien   | 4 | 1 | Italien   |
| 13. Februar | Spanien   | 2 | 3 | Bulgarien |
| 13. Februar | Italien   | 4 | 1 | Kroatien  |

### Endrunde

#### Viertelfinale
| 14. Februar | Dänemark                              | 3 - 0 | Deutschland                         | Ergebnis       |
| ----------- | ------------------------------------- | ----- | ----------------------------------- | -------------- |
| MS          | Viktor Axelsen                        | 1-0   | Kai Schäfer                         | 21-13, 21-14   |
| MD          | Kim Astrup / Anders Skaarup Rasmussen | 1-0   | Mark Lamsfuß / Marvin Seidel        | 21-19, 21-12   |
| MS          | Anders Antonsen                       | 1-0   | Max Weißkirchen                     | 21-18, 21-14   |
| MD          | Mathias Boe / Mads Conrad-Petersen    | -     | Jones Ralfy Jansen / Peter Käsbauer | nicht gespielt |
| MS          | Jan Ø. Jørgensen                      | -     | Samuel Hsiao                        | nicht gespielt |

| 14. Februar | Russland                          | 3 - 1 | Bulgarien                         | Ergebnis       |
| ----------- | --------------------------------- | ----- | --------------------------------- | -------------- |
| MS          | Vladimir Malkov                   | 1-0   | Daniel Nikolov                    | 23-21, 21-13   |
| MS          | Sergey Sirant                     | 0-1   | Dimitar Yanakiev                  | 21-23, 17-21   |
| MS          | Georgii Karpov                    | 1-0   | Stilian Makarski                  | 21-12, 21-8    |
| MD          | Vladimir Ivanov / Nikita Khakimov | 1-0   | Alex Vlaar / Dimitar Yanakiev     | 21-4, 21-9     |
| MD          | Rodion Alimov / Ivan Sozonov      | -     | Stilian Makarski / Daniel Nikolov | nicht gespielt |

| 14. Februar | Ukraine                                  | 0 - 3 | Frankreich                  | Ergebnis            |
| ----------- | ---------------------------------------- | ----- | --------------------------- | ------------------- |
| MS          | Artem Pochtarev                          | 0-1   | Brice Leverdez              | 17-21, 21-23        |
| MS          | Danylo Bosniuk                           | 0-1   | Toma Junior Popov           | 12-21, 16-21        |
| MD          | Valeriy Atrashchenkov / Gennadiy Natarov | 0-1   | Julien Maïo / Christo Popov | 18-21, 21-17, 20-22 |
| MS          | Dmytro Zavadsky                          | -     | Lucas Claerbout             | nicht gespielt      |
| MD          | Danylo Bosniuk / Ivan Druzchenko         | -     | Thom Gicquel / Ronan Labar  | nicht gespielt      |

| 14. Februar | Niederlande                     | 3 - 2 | England                     | Ergebnis            |
| ----------- | ------------------------------- | ----- | --------------------------- | ------------------- |
| MS          | Mark Caljouw                    | 1-0   | Toby Penty                  | 21-16, 21-11        |
| MS          | Joran Kweekel                   | 1-0   | Alex Lane                   | 11-21, 21-9, 21-18  |
| MS          | Finn Achthoven                  | 0-1   | Harry Huang                 | 6-21, 4-21          |
| MD          | Jelle Maas / Robin Tabeling     | 0-1   | Ben Lane / Sean Vendy       | 20-22, 11-21        |
| MD          | Ruben Jille / Ties van der Lecq | 1-0   | Harry Huang / Tom Wolfenden | 21-14, 18-21, 21-12 |

#### Halbfinale
| 15. Februar | Dänemark                              | 3 - 0 | Russland                        | Ergebnis       |
| ----------- | ------------------------------------- | ----- | ------------------------------- | -------------- |
| MS          | Viktor Axelsen                        | 1-0   | Vladimir Malkov                 | 21-18, 21-7    |
| MD          | Kim Astrup / Anders Skaarup Rasmussen | 1-0   | Vladimir Ivanov / Ivan Sozonov  | 21-19, 21-15   |
| MS          | Jan Ø. Jørgensen                      | 1-0   | Georgii Karpov                  | 22-20, 21-11   |
| MD          | Mathias Boe / Mads Conrad-Petersen    | -     | Rodion Alimov / Nikita Khakimov | nicht gespielt |
| MS          | Hans-Kristian Vittinghus              | -     | Georgii Lebedev                 | nicht gespielt |

| 15. Februar | Frankreich                        | 2 - 3 | Niederlande                     | Ergebnis            |
| ----------- | --------------------------------- | ----- | ------------------------------- | ------------------- |
| MS          | Brice Leverdez                    | 0-1   | Mark Caljouw                    | 13-21, 21-15, 19-21 |
| MS          | Christo Popov                     | 1-0   | Joran Kweekel                   | 21-16, 21-13        |
| MD          | Thom Gicquel / Ronan Labar        | 0-1   | Jelle Maas / Robin Tabeling     | 21-10, 11-21, 12-21 |
| MS          | Arnaud Merklé                     | 1-0   | Wessel van der Aar              | 21-13, ret.         |
| MD          | Christo Popov / Toma Junior Popov | 0-1   | Ruben Jille / Ties van der Lecq | 15-21, 21-14, 18-21 |

#### Finale
| 16. Februar | Dänemark                              | 3 - 0 | Niederlande                     | Ergebnis       |
| ----------- | ------------------------------------- | ----- | ------------------------------- | -------------- |
| MS          | Viktor Axelsen                        | 1-0   | Mark Caljouw                    | 21-6, 21-16    |
| MD          | Kim Astrup / Anders Skaarup Rasmussen | 1-0   | Jelle Maas / Robin Tabeling     | 21-13, 21-11   |
| MS          | Anders Antonsen                       | 1-0   | Joran Kweekel                   | 21-11, 21-14   |
| MD          | Mathias Boe / Mads Conrad-Petersen    | -     | Ruben Jille / Ties van der Lecq | nicht gespielt |
| MD          | Jan Ø. Jørgensen                      | -     | Wessel van der Aar              | nicht gespielt |

## Damen

### Teams
| Gruppe 1                            | Gruppe 2                        | Gruppe 3                          | Gruppe 4                               | Gruppe 5                       | Gruppe 6                             | Gruppe 7                                   |
| ----------------------------------- | ------------------------------- | --------------------------------- | -------------------------------------- | ------------------------------ | ------------------------------------ | ------------------------------------------ |
| Dänemark Niederlande Irland Estland | Russland Belgien Island Litauen | Frankreich England Belarus Israel | Deutschland Slowakei Portugal Lettland | Bulgarien Ukraine Ungarn Wales | Türkei Finnland Slowenien Tschechien | Spanien Polen Schottland Norwegen Schweden |

### Gruppenphase

#### Gruppe 1
| Gruppe 1 |             |      |     |   |   |    |    |      |
|          | Team        | Pkt. | Sp. | G | V | g  | v  | Diff |
| 1        | Dänemark    | 3    | 3   | 3 | 0 | 15 | 0  | +15  |
| 2        | Estland     | 2    | 3   | 2 | 1 | 7  | 8  | −1   |
| 3        | Niederlande | 1    | 3   | 1 | 2 | 7  | 8  | −1   |
| 4        | Irland      | 0    | 3   | 0 | 3 | 1  | 14 | −13  |

| 11. Februar | Dänemark    | 5 | 0 | Niederlande |
| 11. Februar | Irland      | 1 | 4 | Estland     |
| 12. Februar | Dänemark    | 5 | 0 | Irland      |
| 12. Februar | Niederlande | 2 | 3 | Estland     |
| 13. Februar | Dänemark    | 5 | 0 | Estland     |
| 13. Februar | Niederlande | 5 | 0 | Irland      |

#### Gruppe 2
| Gruppe 2 |          |      |     |   |   |    |    |      |
|          | Team     | Pkt. | Sp. | G | V | g  | v  | Diff |
| 1        | Russland | 3    | 3   | 3 | 0 | 15 | 0  | +15  |
| 2        | Belgien  | 2    | 3   | 2 | 1 | 9  | 6  | +3   |
| 3        | Litauen  | 1    | 3   | 1 | 2 | 4  | 11 | −7   |
| 4        | Island   | 0    | 3   | 0 | 3 | 2  | 13 | −11  |

| 11. Februar | Russland | 5 | 0 | Belgien |
| 11. Februar | Island   | 1 | 4 | Litauen |
| 12. Februar | Russland | 5 | 0 | Island  |
| 12. Februar | Belgien  | 5 | 0 | Litauen |
| 13. Februar | Belgien  | 4 | 1 | Island  |
| 13. Februar | Russland | 5 | 0 | Litauen |

#### Gruppe 3
| Gruppe 3 |            |      |     |   |   |    |    |      |
|          | Team       | Pkt. | Sp. | G | V | g  | v  | Diff |
| 1        | Frankreich | 3    | 3   | 3 | 0 | 14 | 1  | +13  |
| 2        | England    | 2    | 3   | 2 | 1 | 10 | 5  | +5   |
| 3        | Belarus    | 1    | 3   | 1 | 2 | 3  | 12 | −9   |
| 4        | Israel     | 0    | 3   | 0 | 3 | 3  | 12 | −9   |

| 11. Februar | Frankreich | 4 | 1 | England |
| 11. Februar | Belarus    | 3 | 2 | Israel  |
| 12. Februar | Frankreich | 5 | 0 | Belarus |
| 12. Februar | England    | 4 | 1 | Israel  |
| 13. Februar | Frankreich | 5 | 0 | Israel  |
| 13. Februar | England    | 5 | 0 | Belarus |

#### Gruppe 4
| Gruppe 4 |             |      |     |   |   |    |    |      |
|          | Team        | Pkt. | Sp. | G | V | g  | v  | Diff |
| 1        | Deutschland | 3    | 3   | 3 | 0 | 15 | 0  | +15  |
| 2        | Slowakei    | 2    | 3   | 2 | 1 | 8  | 7  | +1   |
| 3        | Lettland    | 1    | 3   | 1 | 2 | 4  | 11 | −7   |
| 4        | Portugal    | 0    | 3   | 0 | 3 | 3  | 12 | −9   |

| 11. Februar | Deutschland | 5 | 0 | Slowakei |
| 11. Februar | Portugal    | 2 | 3 | Lettland |
| 12. Februar | Deutschland | 5 | 0 | Portugal |
| 12. Februar | Slowakei    | 4 | 1 | Lettland |
| 13. Februar | Deutschland | 5 | 0 | Lettland |
| 13. Februar | Slowakei    | 4 | 1 | Portugal |

#### Gruppe 5
| Gruppe 5 |           |      |     |   |   |    |    |      |
|          | Team      | Pkt. | Sp. | G | V | g  | v  | Diff |
| 1        | Ungarn    | 3    | 3   | 3 | 0 | 11 | 4  | +7   |
| 2        | Bulgarien | 2    | 3   | 2 | 1 | 9  | 6  | +3   |
| 3        | Ukraine   | 1    | 3   | 1 | 2 | 8  | 7  | +1   |
| 4        | Wales     | 0    | 3   | 0 | 3 | 2  | 13 | −11  |

| 11. Februar | Bulgarien | 3 | 2 | Ukraine |
| 11. Februar | Ungarn    | 4 | 1 | Wales   |
| 12. Februar | Ukraine   | 4 | 1 | Wales   |
| 12. Februar | Bulgarien | 1 | 4 | Ungarn  |
| 13. Februar | Ukraine   | 2 | 3 | Ungarn  |
| 13. Februar | Bulgarien | 5 | 0 | Wales   |

#### Gruppe 6
| Gruppe 6 |            |      |     |   |   |    |    |      |
|          | Team       | Pkt. | Sp. | G | V | g  | v  | Diff |
| 1        | Türkei     | 3    | 3   | 3 | 0 | 15 | 0  | +15  |
| 2        | Tschechien | 2    | 3   | 2 | 1 | 9  | 6  | +3   |
| 3        | Slowenien  | 1    | 3   | 1 | 2 | 6  | 9  | −3   |
| 4        | Finnland   | 0    | 3   | 0 | 3 | 0  | 15 | −15  |

| 11. Februar | Türkei    | 5 | 0 | Finnland   |
| 11. Februar | Slowenien | 1 | 4 | Tschechien |
| 12. Februar | Slowenien | 0 | 5 | Tschechien |
| 12. Februar | Türkei    | 5 | 0 | Slowenien  |
| 13. Februar | Finnland  | 0 | 5 | Slowenien  |
| 13. Februar | Türkei    | 5 | 0 | Tschechien |

#### Gruppe 7
| Gruppe 7 |            |      |     |   |   |    |    |      |
|          | Team       | Pkt. | Sp. | G | V | g  | v  | Diff |
| 1        | Schweden   | 4    | 4   | 4 | 0 | 16 | 4  | +12  |
| 2        | Schottland | 3    | 4   | 3 | 1 | 16 | 4  | +12  |
| 3        | Polen      | 1    | 4   | 1 | 3 | 7  | 13 | −6   |
| 4        | Spanien    | 1    | 4   | 1 | 3 | 6  | 14 | −8   |
| 5        | Norwegen   | 1    | 4   | 1 | 3 | 5  | 15 | −10  |

| 11. Februar | Schottland | 5 | 0 | Norwegen   |
| 11. Februar | Polen      | 1 | 4 | Schweden   |
| 11. Februar | Spanien    | 1 | 4 | Schweden   |
| 11. Februar | Polen      | 2 | 3 | Norwegen   |
| 12. Februar | Spanien    | 3 | 2 | Norwegen   |
| 12. Februar | Polen      | 0 | 5 | Schottland |
| 12. Februar | Spanien    | 1 | 4 | Schottland |
| 12. Februar | Norwegen   | 0 | 5 | Schweden   |
| 13. Februar | Schottland | 2 | 3 | Schweden   |
| 13. Februar | Spanien    | 1 | 4 | Polen      |

### Endrunde

#### Viertelfinale
| 14. Februar | Dänemark                            | 3 - 0 | Türkei                          | Ergebnis            |
| ----------- | ----------------------------------- | ----- | ------------------------------- | ------------------- |
| WS          | Mia Blichfeldt                      | 1-0   | Neslihan Yiğit                  | 20-22, 23-21, 21-12 |
| WS          | Julie Dawall Jakobsen               | 1-0   | Aliye Demirbağ                  | 21-18, 21-17        |
| WS          | Line Christophersen                 | 1-0   | Özge Bayrak                     | 21-18, 21-15        |
| WD          | Alexandra Bøje / Mette Poulsen      | -     | Bengisu Erçetin / Nazlıcan İnci | nicht gespielt      |
| WD          | Maiken Fruergaard / Amalie Magelund | -     | Özge Bayrak / Neslihan Yiğit    | nicht gespielt      |

| 14. Februar | Frankreich                     | 3 - 1 | Schweden                          | Ergebnis       |
| ----------- | ------------------------------ | ----- | --------------------------------- | -------------- |
| WS          | Qi Xuefei                      | 1-0   | Ashwathi Pillai                   | 21-15, 21-16   |
| WS          | Marie Batomene                 | 1-0   | Rebecca Kuhl                      | 21-18, 21-14   |
| WS          | Yaëlle Hoyaux                  | 0-1   | Edith Urell                       | 14-21, 13-21   |
| WD          | Delphine Delrue / Anne Tran    | 1-0   | Emma Karlsson / Johanna Magnusson | 21-15, 21-17   |
| WD          | Vimala Hériau / Margot Lambert | -     | Clara Nistad / Edith Urell        | nicht gespielt |

| 14. Februar | Ungarn                            | 0 - 3 | Deutschland                       |                     |
| ----------- | --------------------------------- | ----- | --------------------------------- | ------------------- |
| WS          | Laura Sárosi                      | 0-1   | Yvonne Li                         | 7-21, 12-21         |
| WS          | Ágnes Kőrösi                      | 0-1   | Fabienne Deprez                   | 21-14, 16-21, 10-21 |
| WS          | Vivien Sándorházi                 | 0-1   | Miranda Wilson                    | 21-18, 18-21, 16-21 |
| WD          | Daniella Gonda / Ágnes Kőrösi     | -     | Linda Efler / Isabel Herttrich    | nicht gespielt      |
| WD          | Réka Madarász / Vivien Sándorházi | -     | Lara Käpplein / Kilasu Ostermeyer | nicht gespielt      |

| 14. Februar | Schottland                         | 3 - 0 | Russland                             |                     |
| ----------- | ---------------------------------- | ----- | ------------------------------------ | ------------------- |
| WS          | Kirsty Gilmour                     | 1-0   | Evgeniya Kosetskaya                  | 21-11, 17-21, 21-18 |
| WS          | Rachel Sudgen                      | 1-0   | Natalia Perminova                    | 21-18, 21-13        |
| WS          | Julie MacPherson                   | 1-0   | Mariia Golubeva                      | 17-21, 21-10, 21-13 |
| WD          | Eleanor O’Donnell / Ciara Torrence | -     | Ekaterina Bolotova / Alina Davletova | nicht gespielt      |
| WD          | Kirsty Gilmour / Julie MacPherson  | -     | Anastasiia Akchurina / Nina Vislova  | nicht gespielt      |

#### Halbfinale
| 15. Februar | Dänemark                            | 3 - 1 | Frankreich                     |                     |
| ----------- | ----------------------------------- | ----- | ------------------------------ | ------------------- |
| WS          | Julie Dawall Jakobsen               | 0-1   | Qi Xuefei                      | 21-12, 16-21, 8-21  |
| WD          | Alexandra Bøje / Mette Poulsen      | 1-0   | Delphine Delrue / Anne Tran    | 21-17, 22-20        |
| WS          | Line Christophersen                 | 1-0   | Marie Batomene                 | 21-15, 15-21, 21-14 |
| WD          | Maiken Fruergaard / Amalie Magelund | 1-0   | Vimala Hériau / Margot Lambert | 21-14, 21-11        |
| WS          | Freja Ravn                          | -     | Yaëlle Hoyaux                  | nicht gespielt      |

| 15. Februar | Deutschland                       | 3 - 1 | Schottland                         |                    |
| ----------- | --------------------------------- | ----- | ---------------------------------- | ------------------ |
| WS          | Yvonne Li                         | 0-1   | Kirsty Gilmour                     | 21-9, 19-21, 15-21 |
| WS          | Fabienne Deprez                   | 1-0   | Rachel Sudgen                      | 21-13, 21-8        |
| WS          | Ann-Kathrin Spöri                 | 1-0   | Julie MacPherson                   | 19-21, 21-17, 21-9 |
| WD          | Linda Efler / Isabel Herttrich    | 1-0   | Eleanor O’Donnell / Ciara Torrence | 21-19, 21-14       |
| WD          | Lara Käpplein / Kilasu Ostermeyer | -     | Kirsty Gilmour / Julie MacPherson  | nicht gespielt     |

#### Finale
| 16. Februar | Dänemark                            | 3 - 1 | Deutschland                       |                     |
| ----------- | ----------------------------------- | ----- | --------------------------------- | ------------------- |
| WS          | Julie Dawall Jakobsen               | 0-1   | Yvonne Li                         | 21-19, 22-24, 16-21 |
| WD          | Alexandra Bøje / Mette Poulsen      | 1-0   | Linda Efler / Isabel Herttrich    | 22-24, 21-16, 21-19 |
| WS          | Line Christophersen                 | 1-0   | Fabienne Deprez                   | 21-14, 21-11        |
| WD          | Maiken Fruergaard / Amalie Magelund | 1-0   | Stine Küspert / Kilasu Ostermeyer | 19-21, 21-17, 21-12 |
| WS          | Freja Ravn                          | -     | Ann-Kathrin Spöri                 | nicht gespielt      |